# Barleria vincifolia
Barleria vincifolia là một loài thực vật có hoa trong họ Ô rô. Loài này được Baker mô tả khoa học đầu tiên năm 1890.